# Double Dragon III: The Rosetta Stone
Double Dragon 3: The Rosetta Stone (ダブルドラゴン3 ザ・ロゼッタストーン Daburu Doragon 3: Za Rozetta Sutōn?), es un videojuego beat em up producido por Technos Japan que fue lanzado originalmente para máquinas de arcade en 1990. Es la secuela de Double Dragon II: The Revenge y el tercer juego de arcade perteneciente a la serie de juegos Double Dragon. Esta entrega tenía un modo de juego muy similar, con menos escenarios y más personajes seleccionables.

## Argumento
La historia es que un año después del rescate de Marian y la derrota de los Shadow Warriors, Marian vuelve a desaparecer, una anciana llamada Jiruko le indica a los hermanos Lee las pistas para buscarla alrededor del mundo, al igual que Double Dragon II, la historia se desarrolla mediante pantallas de texto entre escenas.

### Escenarios

#### Estados Unidos
Aquí comienza realmente la historia, los hermanos Lee encuentran a su amigo Brett gravemente herido en un Dojo, derrotan a sus atacantes y el les cuenta del secuestro de Marion sin terminar de decir a quien se enfrentan antes de morir.
Al salir a la calle se enfrentan con numerosos enemigos, toman un ascensor y entran en un almacén donde combatirán con el jefe de la escena, para derrotarlo se seleccionan los nunchackus con select, y se espera al jefe, el caminará en línea recta hacia abajo y antes de que se ponga en línea se le ataca.
Luego aparece Jiruko indicando que deben buscar las rocas sagradas y la primera se encuentra en China.

#### China
Sobre la muralla china los hermanos Lee se enfrentan a numerosos enemigos, algunos con sais, luego entran a una cabaña donde el jefe usa una garra de hierro (como la del villano de la película de Bruce Lee Operación Dragón), se le derrota igual que al primer jefe, con algunos golpes de patada de helicóptero.
El jefe llamado Chin les cuenta que su rencor se debía a que su hermano era uno de los Shadow Warriors que los hermanos Lee derrotaron, pero que sin embargo se les unirá porque son mayores maestros de Kung Fu que él. Hiruko les da la primera roca sagrada.

#### Japón
Los hermanos Lee o Chin a quien ahora se puede seleccionar, tienen que luchar contra ninjas en un castillo Japonés. Dentro encontraran al más poderoso Ranzou, quien al ser derrotado se unirá a los hermanos Lee en su lucha. Hiruko les indica que antes de ir a buscar a Marion, deben pasar por Italia, en Japón encuentran la segunda roca sagrada.

#### Italia
Los hermanos Lee, Chin y Ranzou, tienen que luchar contra numerosos enemigos en el coliseo Romano, al final luchan con un jefe, como en todo juego de Double Dragon si los 2 jugadores no saltan al mismo tiempo el que salte primero muere, lo que requiere coordinación. Aquí encuentran la última roca sagrada.

#### Egipto
A diferencia de Double Dragon II, Double Dragon III solamente tiene trampas en el último escenario, comenzando con las columnas y colosos de Memmon, donde hay que tener cuidado de no caer. Dentro del templo, además, hay que evitar caer de la plataforma flotante.
En la tercera escena Hiruko coloca las piedras sagradas y abre la cuarta escena.
Al final de la cuarta escena Hiruko les dice que todo fue su culpa por su búsqueda de poder y que lo ha pagado llevándolos hasta allí. Es destruida por la última piedra que abre la cripta.
Dentro de la cripta, salen de su sarcófago tres momias que son los jefes finales. Se pueden derrotar con golpes normales. Finalmente, la tercera momia se transforma en Cleopatra. Para derrotarla hay que caminar en diagonal porque puede aparecer como serpiente de fuego bajo tus pies, lanzar pájaros de fuego, levitarte y golpearte en el aire.
Derrotada Cleopatra, en la versión NES se pueden observar varias leyendas con imágenes, en las que muestran como continúan sus vidas los personajes principales.

### Técnicas
Se pierde el rodillazo de Doble Dragon II, pero los hermanos Lee pueden ahora ejecutar técnicas más variadas como correr, brincar desde una pared o desde el aliado, la doble patada de helicóptero, lanzar al enemigo por el aire con un giro mortal y las técnicas y armas de Chin y Ranzou, la garra de Chin y los Shuriken y espada de Ranzou.